# Apseudes setiferus
Apseudes setiferus är en kräftdjursart som beskrevs av Mihai Bacescu 1981. Apseudes setiferus ingår i släktet Apseudes och familjen Apseudidae. Inga underarter finns listade i Catalogue of Life.